# Diamond Tour
O Diamond Tour, Flanders Diamond Tour a partir de 2016, é uma carreira ciclista feminina belga e desenvolve-se pelos arredores de Nijlen.

Criou-se em 2014 com categoria 1.2 ascendendo a 1.1 em 2015 (máxima categoria do profissionalismo para carreiras de um dia femininas).

## Palmarés
| Ano  | Vencedor            | Segundo               | Terceiro              |           |
| ---- | ------------------- | --------------------- | --------------------- | --------- |
| 2014 | Jolien D'Hoore      | Beatrice Bartelloni   | Kelly Druyts          |           |
| 2015 | Jolien D'Hoore      | Kelly Druyts          | Lisa Brennauer        |           |
| 2016 | Jolien D'Hoore      | Christine Majerus     | Monique van de Ree    |           |
| 2017 | Nina Kessler        | Monique van de Ree    | Chiara Consonni       |           |
| 2018 | Janine van der Meer | Kathrin Schweinberger | Chiara Consonni       |           |
| 2019 | Lorena Wiebes       | Elisa Balsamo         | Lotte Kopecky         |           |
| 2020 | cancelado           | cancelado             | cancelado             | cancelado |
| 2021 | Lorena Wiebes       | Chiara Consonni       | Amber van der Hulst   |           |
| 2022 | Chiara Consonni     | Marthe Truyen         | Georgia Danford       |           |
| 2023 | Julie de Wilde      | Kathrin Schweinberger | Katrijn De Clercq     |           |
| 2024 | Chiara Consonni     | Anniina Ahtosalo      | Kathrin Schweinberger |           |
| 2025 |                     |                       |                       |           |

## Palmarés por países
| País          | Vitórias |
| ------------- | -------- |
| Bélgica       | 3        |
| Países Baixos | 3        |